# John Moeti
John Moeti (Soweto, 30 agosto 1967 – 6 febbraio 2023) è stato un calciatore sudafricano, di ruolo centrocampista.

## Palmarès

### Club

#### Competizioni nazionali
- Coppa del Sudafrica: 1

Orlando Pirates: 1996

#### Competizioni internazionali
- CAF Champions League: 1

Orlando Pirates: 1995
- Supercoppa CAF: 1

Orlando Pirates: 1996

### Nazionale
- Coppa d'Africa: 1

Sudafrica 1996